# S-Bahn de Stuttgart
La S-Bahn de Stuttgart est le réseau S-Bahn de la région de Stuttgart, qui circule à Stuttgart et les quatre districts voisins Böblingen, Esslingen, Ludwigsburg et Rems-Murr

## Fonctionnement
Le réseau fait 195 km de long et transporte environ 340000 passagers. Depuis décembre 2004, des nouveaux panneaux affichant les prochains trains ont été installés.
À Stuttgart, la S-Bahn utilise un tunnel à double voie de la Hauptbahnhof à Vaihingen. Ce goulet d'étranglement limite le nombre de trains, un toutes les deux minutes et demie par voie est déjà très proche de la limite technique.

## Fréquence
La fréquence est de 30 minutes en heure creuse et de 15 minutes en heure de pointe.

## Histoire
La première proposition de construire un tunnel dans le centre de Stuttgart pour les services de banlieue date de 1930. Le 5 juillet 1971, le ministre des Transports entame les travaux sur le site de la gare centrale de Stuttgart. En 1978, le tunnel entre la Schwabstraße et la Hauptbahnhof. Un dépôt a été construit à Plochingen. Le tunnel entre la Schwabstraße et Vaihingen a été ouvert en 1985.

## Réseau

### Chronologie
- Les premiers trains ont commencé à fonctionner le 1er octobre 1978 avec l'ouverture des trois lignes de la Schwabstraße à Plochingen (S1), Ludwigsburg) (S5) et Weil der Stadt (S6).
- Ouverture de la ligne S4 de la Schwabstraße à Marbach, le 28 septembre 1980.
- Le 31 mai 1981, prolongement de la ligne S5 de Ludwigsburg à Bietigheim.
- Enfin, le 27 septembre 1981, la ligne S2, de la Schwabstraße à Schorndorf, et la ligne S3, de la Schwabstraße à Backnang sont mises en service.
- Le 29 septembre 1984, la gare de Neckarpark (Mercedes Benz Museum) est mise en service.
- Le 29 septembre 1985, grâce à la réalisation du tunnel entre la Schwabstraße et Vaihingen, la ligne S1 est prolongée jusqu'à Böblingen et les lignes S2 et S3 jusqu'à Vaihingen.
- Le 3 décembre 1988, la gare de Weilimdorf a été mise en service pour mieux desservir le nouveau quartier d'affaires.
- Le 28 mai 1989, les lignes S2 et S3 sont prolongées jusqu'à Oberaichen.
- Le 6 décembre 1992, la ligne S1 est prolongée jusqu'à Herrenberg.
- Le 18 avril 1993 la gare d'Österfeld a été mise en service. Dans le même temps, l'aéroport de Stuttgart est relié au réseau S-Bahn grâce au prolongement des lignes S2 et S3.
- Le 29 septembre 2001, la ligne S2 est prolongée jusqu'à Filderstadt.
- Après un an et demi de travaux, le 12 décembre 2009, la ligne S1 a été étendue de l'ancien terminus Plochingen à Kirchheim unter Teck.
- Le 14 juin 2010, une nouvelle ligne, la S60 est entrée en service entre Böblingen et Maichingen.

### Réseau actuel
| Ligne | Desserte | Longueur      | Tracé |
| ----- | --- | ------------- | ----- |
|       | Herrenberg - Gärtringen - Böblingen - Vaihingen - Österfeld - Universität - Schwabstraße - Hauptbahnhof - Bad Cannstatt - Esslingen am Neckar - Plochingen - Kirchheim unter Teck | 73 km         |       |
|       | Stuttgart Neckarpark – Bad Cannstatt – Hauptbahnhof – Schwabstraße – Vaihingen – Rohr – Böblingen – Herrenberg                                                                    | 43 km         |       |
|       | Filderstadt - Flughafen - Vaihingen - Universität - Schwabstraße - Bad Cannstatt - Waiblingen - Schorndorf                                                                        | 53 km         |       |
|       | (Flughafen -) Vaihingen - Universität - Schwabstraße - Bad Cannstatt - Waiblingen - Backnang                                                                                      | 42 km (51 km) |       |
|       | Schwabstraße - Hauptbahnhof - Feuerbach - Zuffenhausen - Kornwestheim - Ludwigsburg - Marbach - Backnang                                                                          | 42 km         |       |
|       | Schwabstraße - Hauptbahnhof - Feuerbach - Zuffenhausen - Kornwestheim - Ludwigsburg - Bietigheim                                                                                  | 26 km         |       |
|       | Schwabstraße - Hauptbahnhof - Feuerbach - Zuffenhausen - Leonberg - Renningen - Weil der Stadt                                                                                    | 35 km         |       |
|       | Schwabstraße - Hauptbahnhof - Feuerbach - Zuffenhausen - Leonberg - Renningen - Magstadt - Sindelfingen - Böblingen                                                               | 44 km         |       |
|       | Zuffenhausen – Leonberg – Weil der Stadt | 25 km         |       |

### Projets
Il y a le projet de prolonger la ligne S2 jusqu'à Bonlanden.